# Aminata Kane
Aminata Kane (Kaolack, 9 giugno 1969) è un'ex cestista senegalese.

## Carriera
Con il Senegal ha disputato i Campionati mondiali del 1998.